# NGC 1531
NGC 1531 é uma galáxia elíptica (E-S0) localizada na direcção da constelação de Eridanus. Possui uma declinação de -32° 51' 03" e uma ascensão recta de 4 horas, 11 minutos e 59,1 segundos.
A galáxia NGC 1531 foi descoberta em 19 de Outubro de 1835 por John Herschel.